# Jean Jacques Antoine Caussin de Perceval
Jean Jacques Antoine Caussin de Perceval (* 24. Juni 1759 in Montdidier; † 29. Juli 1835 in Paris) war ein französischer Orientalist.
Caussin de Perceval widmete sich schon früh den orientalistischen Studien und war von 1782 bis zu seinem Tod Professor für Arabische Sprache am Collège de France in Paris. Daneben wurde er 1787 Konservator der Handschriftenabteilung an der königlichen Bibliothek. Während der Wirren der Französischen Revolution verlor er dieses Amt jedoch bereits 1792 wieder. Ab 1809 war er Mitglied der dritten Klasse des Instituts. 1816 wurde er Mitglied der Académie des Inscriptions et Belles-Lettres.

## Werke
- Histoire de la Sicile sous le gouvernement des Arabes. Paris (1802)
- Übersetzungen:
  - die sogenannten Hakemitischen astronomischen Tafeln (1804)
  - fünfzig Makamen des Hariri. (1819)
  - die Fabeln des Lokman. (1819)
- Essai sur l'histoire des Arabes (Digitalisat)

| Personendaten    | Personendaten                             |
| ---------------- | ----------------------------------------- |
| NAME             | Perceval, Jean Jacques Antoine Caussin de |
| KURZBESCHREIBUNG | französischer Orientalist                 |
| GEBURTSDATUM     | 24. Juni 1759                             |
| GEBURTSORT       | Montdidier                                |
| STERBEDATUM      | 29. Juli 1835                             |
| STERBEORT        | Paris                                     |